# Antônio Rodrigues de Alvarenga
Antônio Rodrigues de Alvarenga (Lamego, 1550 - São Paulo, 14 de setembro de 1614) foi um fidalgo da ilustre Casa de Alvarenga, natural de Lamego, Distrito de Viseu, Portugal, filho de Baltazar de Alvarenga e de Messia Monteiro, tendo viajado ao Brasil a serviço do rei, sendo um dos primeiros povoadores da Vila de São Vicente, fundada em 1531 pelo donatário Martim Afonso de Sousa, por concessão de D. João III. Foi pai de Francisco  e de Antônio Pedroso de Alvarenga. Foi um cidadão nobre de São Paulo, respeitado e com grande influência devido às suas conquistas no sertão em diversas entradas. Em 1611, Dom Luís de Sousa, governador e administrador geral das capitanias dos estados do Rio de Janeiro, Espírito Santo e São Paulo, incentivou os mais poderosos e experientes paulistas a se aventurarem na descoberta de minas de ouro ou prata. Antônio Pedroso de Alvarenga liderou esta importante missão, formando uma grande tropa às suas próprias custas e fazendo uma entrada por mais de trezentas léguas de São Paulo, até o sertão do grande rio Paraupava.

## Contribuições
Mudou-se para São Paulo capital, onde ganhou respeito e admiração pela sua distinção. Por graça do donatário da Capitania, tornou-se proprietário do cartório de Notário do Poder Judiciário e Notas de São Paulo. Antônio casou-se com Ana Ribeiro, filha de Estevão Ribeiro Bayão Parente e Magdalena Fernandes Feijó de Madureira, nobres.

## Descendentes
1. Maria Pedroso de Alvarenga
- Casada em 1592 com o Capitão Sebastião de Freitas, Fidalgo da Casa Real, filho de Manoel Pires.

2. Inês Monteiro de Alvarenga
- Casada com o Capitão Salvador Pires de Medeiros, filho de Salvador Pires e sua primeira esposa, F... Brito.

3. Capitão Francisco de Alvarenga
- Nasceu em São Paulo, SP. Casado com Luzia Leme, sobrinha, filha de Aleixo Leme e Inês Dias. Luzia morreu em 16 de outubro de 1653, e Francisco morreu em 10 de agosto de 1675.

4. Luís Monteiro de Alvarenga
- Casado com Merencia Vaz, natural da Capitania do Espírito Santo, filha de Antonio Vaz Guedes e Margarida Correa. Luís faleceu em 1609, em São Paulo, SP, e Merencia faleceu em 1666, na vila de Santos, SP.

5. Estevão Ribeiro de Alvarenga
- Casado em 1615 com Maria Missel, filha do espanhol João Missel Gigante e da brasileira Isabel Gonçalves (Gigante). Maria faleceu em 11 de maio de 1660, em São Paulo, SP.

6. Ana de Alvarenga
- Casada com Domingos Rodrigues. Após a morte de Domingos, Anna casou-se pela segunda vez com o português Pedro de Araújo, natural de Refoios de Ponte de Lima. Pedro morreu em 1616, no sertão de Paraupava, e Ana casou-se pela terceira vez com Pedro da Silva, viúvo de Luzia Sardinha. Ana morreu em 1644.

7. Sargento-Mor Antônio Pedroso de Alvarenga
- Casado com Anna Correa, natural da Capitania do Espírito Santo, filha de Antonio Vaz Guedes e Margarida Correa. Antonio morreu em fevereiro de 1643.

8. Frei Bento
9. Tomásia de Alvarenga
10. Maria Rodrigues de Alvarenga
11. Jerônimo de Alvarenga

## Declarações no testamento
Ele declarou seu testamento, que sua mãe, Anna Ribeira, era sua herdeira legítima e que, caso ela falecesse antes dele, sua esposa Anna Correa herdaria todos os seus bens. Mencionou também a criação de um menino chamado Alberto, a quem considerava como um filho carnal, querendo que ele estudasse e, se não fosse possível, lhe daria 40$000 réis e 5 almas.
Alvarenga deixou um legado de respeito e admiração, sendo um dos pioneiros que ajudaram a moldar a história e a sociedade paulista.